# Fritz Taeger
Johann August Heinrich Friedrich Taeger (* 1. Januar 1894 in Altendorf b. Osten; † 15. August 1960 in Marburg) war ein deutscher Althistoriker.

## Leben und Wirken
Der Sohn einer konservativen Landlehrerfamilie besuchte das Gymnasium in Cuxhaven und legte dort 1913 das Abitur ab. Im Sommersemester 1913 begann er für zwei Semester das Studium der Fächer Klassische Philologie und Geschichte an der Universität Tübingen bei Ernst Kornemann. Zu Beginn des Ersten Weltkrieges meldete sich Taeger freiwillig zum Militärdienst. Er war als Soldat in Polen, Nordfrankreich und Belgien tätig und wurde zum Kompanieführer befördert. Im Krieg erhielt Taeger zahlreiche Auszeichnungen, wurde jedoch auch mehrmals verwundet. 1915 wurde er Leutnant der Reserve. Aus dem Krieg kehrte er aufgrund einer Gasvergiftung als Lungenkranker 1919 nach Tübingen zurück. Das Studium setzte er hier und an den Universitäten Hamburg und Göttingen fort. Besonders geprägt wurde er von Wilhelm Weber. Taeger lehnte die Weimarer Republik ab, da Demokratie „statt einer gesunden politischen Führung der Nation den Kampf aller gegen alle“ bedeute. Dennoch schloss er Freundschaften mit dem katholischen Althistoriker Joseph Vogt und dem jüdischen Altertumswissenschaftler Victor Ehrenberg. Seine finanzielle Lage blieb nahezu die gesamten zwanziger Jahre hindurch angespannt.
Bereits 1920 wurde er mit der Arbeit Untersuchung über das Weiterwirken des 6. Buches des Polybios in der Griechisch-Römischen Literatur promoviert. 1925 habilitierte er sich bei Ernst Fabricius an der Universität Freiburg mit einer Arbeit über Thukydides, die nicht nur von Seiten des Altphilologen Eduard Schwartz auf heftigste Kritik stieß. Nahezu gleichzeitig erschien eine umstrittene Alkibiades-Biografie, die ebenfalls massive Kritik hervorrief. Da Taeger aber auch über einflussreiche Förderer verfügte, folgten Lehrstuhlvertretungen in Freiburg (1926) und Tübingen (1929/1930). 1930 erfolgte der Ruf auf den Lehrstuhl für Alte Geschichte an die Universität Gießen. 1934/35 war er Dekan der Philosophischen Fakultät in Gießen. 1935 wurde er als Nachfolger Anton von Premersteins Professor für Alte Geschichte an der Universität Marburg. Dort war er von 1938 bis 1941 Dekan seiner Fakultät und lehrte bis zu seinem Tod im Jahr 1960. Sein vielleicht bedeutendster Schüler war Alexander Demandt, dessen Betreuung nach Taegers Tod Christian Habicht übernahm.
In den 1930er Jahren begann Taeger, beeinflusst von Wilhelm Weber, eine Serie von Spezialstudien zum Thema Charisma von vermeintlich charismatischen Ideen bei Herodot über deren Entwicklung bei Alexander dem Großen und in den hellenistischen Monarchien bis zum römischen Kaiserkult und den spätantiken Auseinandersetzungen von Christentum und Gnosis mit diesem Phänomen. Sein zweibändiges Werk Das Altertum. Geschichte und Gestalt blieb die einzige Gesamtdarstellung mit wissenschaftlichen Anspruch, die im nationalsozialistischen Deutschland entstand. Sie erlebte bis zum Jahr 1958 sechs Auflagen. Taeger gehörte dem NS-Dozentenbund, dem NS-Lehrerbund, dem Nationalsozialistischen Altherrenbund, dem Reichskolonialbund sowie der Nationalsozialistischen Volkswohlfahrt an. Zum 1. Mai 1937, unmittelbar nach der Lockerung der 1933 eingeführten Aufnahmesperre, trat er in die NSDAP ein.
Während der Nachkriegszeit legte er vor allem aus existentiellen Gründen kleinere Vermittlungsschriften vor. Sein Entnazifizierungsverfahren blieb zwiespältig. Ihm wurde von der amerikanischen Militärregierung am 26. November 1945 die Lehrtätigkeit verboten, jedoch wurde er dank der Unterstützung eines amerikanischen Universitätsoffiziers sowie nach einem Verfahren der Marburger Spruchkammer als „Nichtbelasteter“ eingestuft. Doch der hessische Minister für Kultus und Unterricht erlaubte ihm erst am 3. Juni 1948 die Wiederaufnahme der Lehrtätigkeit. Am 8. Juni erfolgte die Wiederernennung auf seinen alten Lehrstuhl.
Im Jahr 1957 erschien mit der zweibändigen Darstellung Charisma. Studien zur Geschichte des antiken Herrscherkultes sein wichtigstes wissenschaftliches Werk. In dieser Untersuchung hatten für Taeger zwei Erscheinungsformen Priorität, von denen die eine im Herrscher den menschgewordenen Gott, die andere lediglich den Träger des Charismas, göttlicher Gnade und Kraft, erblickt habe.

## Diskussion über Taegers Rolle im Nationalsozialismus
In den Nachrufen auf Fritz Taeger wurden problematische Aspekte seines Wirkens im Nationalsozialismus nach Einschätzung von Matthias Willing mit Stillschweigen übergangen. Die gedruckte Rede Taegers Das Römische Reich und das Britische Weltreich von 1940 wurde in der Sowjetischen Besatzungszone auf die Liste der auszusondernden Literatur gesetzt. Die Beurteilung von Taegers Verhältnis zum Nationalsozialismus schwankt in der Forschung zwischen der Einordnung als aktiven NS-Repräsentanten und unbescholtenen Althistoriker, wobei die neuere Forschung eher dazu neigt, Taeger als Nationalsozialisten zu betrachten. Noch 1983 urteilte sein Marburger Nachfolger Karl Christ, gegenüber dem Nationalsozialismus habe Taeger „eine weitgehende Unabhängigkeit“ gewahrt. Beat Näf widersprach hingegen 1986 der Einschätzung, dass Taeger nicht zu den Gelehrten im unmittelbaren Bannkreis des Nationalsozialismus gezählt werden könne: Es seien in Taegers Arbeit vielmehr zahlreiche eindeutige NS-Ideologeme vorhanden. Auch nach Ursula Wolf (1996) hat Taeger den Nationalsozialismus keineswegs abgelehnt; es konnten in den Quellen keine Hinweise auf eine Distanzierung Taegers vom Dritten Reich gefunden werden. Nach Matthias Willing (2019) ist in Taegers Werken „eine Mixtur aus philologischer Quellenarbeit, traditionellen Geschichtskonzeptionen und Übernahme nationalsozialistischer Topoi“ nachweisbar.

## Schriften (Auswahl)
- Das Altertum. Geschichte und Gestalt der Mittelmeerwelt. 2 Bände. 6. Auflage, Kohlhammer, Stuttgart 1958.
- Charisma. Studien zur Geschichte des antiken Herrscherkultes. 2 Bände. Kohlhammer, Stuttgart 1957 und 1960.
- Die Kultur der Antike. Schaffstein, Köln 1949.
- Untersuchungen zur römischen Geschichte und Quellenkunde: Tiberius Gracchus. Kohlhammer, Stuttgart 1928.
- Thukydides. Kohlhammer, Stuttgart 1925.
- Alkibiades. Perthes, Stuttgart u. a. 1925.